# Số điện thoại ở Brasil
Số điện thoại ở Brasil sử dụng mã vùng gồm hai chữ số cộng với số điện thoại địa phương tám chữ số cho điện thoại cố định và chín chữ số cho các đường dây di động. Dịch vụ tiện ích công cộng sử dụng số điện thoại ngắn (thường là ba chữ số), luôn bắt đầu bằng 1.

## Quay số cục bộ
Được thành lập bởi ANATEL, cơ quan quản lý viễn thông liên bang Brasil, định dạng cho số điện thoại địa phương là nnnn-nnnn (tám chữ số) cho điện thoại cố định và nnnnn-nnnn (chín chữ số) cho các đường dây di động. Chữ số đầu tiên xác định dịch vụ được liên kết với số điện thoại:
- 1: số tiện ích công cộng ngắn đặc biệt (xem bên dưới)
- 2 đến 5: điện thoại cố định
- 6 đến 9: điện thoại di động
- 0 được dành riêng cho các cuộc gọi đường dài và không thể được sử dụng làm chữ số ban đầu cục bộ.

## Tiện ích công cộng
Định dạng cho số điện thoại dịch vụ công ích là 1nn. Nó bao gồm tất cả các dịch vụ khẩn cấp (cũng như một số dịch vụ không khẩn cấp), như:
- 100: Ban thư ký nhân quyền
- 112: số khẩn cấp ở các nước châu Âu (chuyển hướng đến 190)
- 128: số khẩn cấp tiêu chuẩn ở Mercosul (ở Brasil, chuyển hướng đến 190)
- 136: Đường dây nóng của Bộ Y tế
- 147: Đường dây nóng chuyển đổi truyền hình kỹ thuật số (2010202023)
- 153: Bảo vệ thành phố
- 181: báo cáo tội phạm ẩn danh (chỉ một số lĩnh vực, những khu vực khác có thể sử dụng các số khác nhau, linh tinh hơn)
- 188: Centro de Valorização da Vida (Đường dây trợ giúp tự tử)
- 190: Cảnh sát quân sự
- 191: Cảnh sát đường cao tốc liên bang
- 192: xe cứu thương
- 193: lính cứu hỏa
- 194: Sở cảnh sát liên bang
- 197: Cảnh sát dân sự
- 198: Tuần tra đường cao tốc tiểu bang
- 199: Dân phòng
- 911: số khẩn cấp tại Hoa Kỳ (chuyển hướng đến 190)

## Số phi địa lý
Các số không theo địa lý có tiền tố ba chữ số và số có bảy chữ số. Chúng thường được biểu diễn như thể tiền tố 0 hàng đầu là một phần của tiền tố ba chữ số (như với các số đường dài), dẫn đến định dạng 0ppp-nnn-nnnn. Một số 0800 số chỉ có 6 chữ số, ví dụ: CELESC (Centrais Elétricas de Santa Catarina) có 0800-480-196.
Các tiền tố được phân bổ hiện tại là:
- 0300: cuộc gọi cước nội hạt
- 0303: truyền hình, tính phí theo tỷ lệ địa phương
- 0500: số điện thoại cao cấp để quyên góp từ thiện, với tối đa 30 đô la R cho mỗi lần quyên góp (số điện thoại được gán cho giá trị quyên góp) + 0,5 đô la R cho chi phí cuộc gọi.
- 0800: số điện thoại miễn phí
- 0900: số điện thoại cao cấp

## Tính di động số
Vào tháng 9 năm 2008, ANATEL bắt đầu sử dụng tính di động số trong lãnh thổ Brasil, nhưng các quy tắc hiện hành của kế hoạch đánh số đã được giữ nguyên. Khách hàng cố định có thể giữ số của họ khi di chuyển địa chỉ của họ và/hoặc khi chuyển đổi các công ty điện thoại trong cùng một đô thị và khách hàng của các đường dây di động có thể giữ số của họ với điều kiện họ ở trong cùng một khu vực địa phương các cuộc gọi được tính như địa phương).